# Front of the Class
O Primeiro da Classe (Front of the Class) é um filme estadunidense produzido para a televisão que narra a história real de Brad Cohen, um professor americano que convive com a Síndrome de Tourette desde os 6 anos de idade. Dirigido por Peter Werner e protagonizado por James Wolk (Brad Cohen), O Primeiro da Classe é um filme que retrata a batalha, desde a infância, de Brad e o preconceito que ele sofreu por ter Tourette.
O filme foi rodado em Shreveport, Louisiana. Sua primeira exibição foi no canal americano CBS.
Atualmente, O Primeiro da Classe é exibido no Brasil pelo canal de TV por assinatura Studio Universal.

## Sinopse
[Contém spoiler] Desde a infância, Brad foi humilhado na escola por alunos e também por sua professora por ter Síndrome de Tourette. Também não teve a aceitação do pai, que dizia, igual à sua professora, que ele podia controlar todos os movimentos involuntários causados pela Tourette. Uma amiga da família até sugeriu que ele fosse exorcizado. Os médicos nada sabiam sobre a sua doença, até que sua mãe resolveu pesquisar e descobriu que ele sofria de Síndrome de Tourette e passou a ajudá-lo. Brad foi matriculado em outra escola e passou pelos mesmos problemas até que em uma palestra seu diretor chamou-o ao palco e perguntou por que ele fazia barulhos estranhos, Brad respondeu que tinha Síndrome de Tourette e falou que queria ser aceito pela sociedade, seu diretor compreendeu e Brad nunca esqueceu de seu diretor. Já adulto, Brad tentou arrumar emprego em 25 escolas. 24 o recusaram por ter essa doença, apenas uma o aceitou; esta mesma se adaptou a ele: o diretor junto com os professores lhe reservaram uma sala e uma turma de crianças do segundo ano para ele dar aula. Ele superou sua síndrome e pode viver em paz dando aula, a coisa que mais o fazia feliz,  pois se sentia aceito na sociedade e por isso sua síndrome não ficava muito forte.
Ele conheceu pela web uma moça chamada Nancy Keene, com quem se casou em 2006, que tinha quase todos os mesmos gostos que ele. Depois recebeu a aceitação do pai, que sabendo por ele que não havia estantes novas na biblioteca da escola, construiu-as e as mandou para a escola. Ele também ganhou o prêmio de Professor do Ano.

## Elenco
- Jimmy Wolk como Brad Cohen
  - Dominic Scott Kay como Brad Cohen (jovem
- Treat Williams como Norman Cohen
- Patricia Heaton como Ellen Cohen
- Johnny Pacar como Jeff Cohen
  - Charles Henry Wyson como Jeff Cohen
- Sarah Drew como Nancy Keene
- Charlie Finn como Ron
- Kathleen York como Diane Cohen
- Joe Chrest como Jim Ovbey
- Mike Pniewski como Principal Myer
- Katherine Shepler como Heather
- Zack Miller como Thomas
- Anna Rappaport como Amanda
- Ashley Young como estudante #3

## Lançamento
O filme foi lançado em DVD em janeiro de 2009. Uma cópia assinada pelo autor, Brad Cohen, também foi lançada em DVD.

## Recepção
Brad estava preocupado se o filme iria permanecer fiel e evitar sensacionalismo sobre a Síndrome de Tourette. Ele ficou satisfeito com o resultado global, embora tenha acelerado algumas datas, para efeito (por exemplo, a data de seu casamento).